# ジョン・シンクレア
『ジョン・シンクレア』 (John Sinclair) は、ジョン・レノンが1972年にオノ・ヨーコと共同名義で発表した、生前唯一の2枚組アルバム『サムタイム・イン・ニューヨーク・シティ』の収録曲である。

## 解説
ジョン・シンクレア（John Sinclair、1941年10月2日 - 2024年4月2日）は、アメリカ合衆国の反戦活動家で、1968年11月にミシガン州アン・アーバーで結党されたホワイトパンサー党の党首である。
アメリカ合衆国連邦政府は、1964年8月のトンキン湾事件をきっかけに北爆を開始して、ベトナム戦争に本格的に介入していった。第36代大統領リンドン・ジョンソンの民主党政権は戦争を正当化し抗議行動を鎮圧する目的で、反戦活動家を薬物・銃火器物を所持していたという理由だけで、逮捕していった。
1969年1月に第37代大統領リチャード・ニクソンの共和党政権が始まると、反戦活動家の取り締まりはさらに強化された。同年、シンクレアはFBIのおとり捜査で逮捕され、大麻煙草を2本所持していたという理由だけで通常よりも重い懲役10年もの実刑を受け、刑務所に服役していた。レノンは彼の投獄に抗議して、本曲を作詞・作曲した。

## ジョン・シンクレア・フリーダム・ラリー
1971年12月10日、ホワイトパンサー党の活動拠点であるミシガン州アン・アーバーで、シンクレアを支援する『ジョン・シンクレア・フリーダム・ラリー』が開かれた。レノンとオノも出演して当時未発表だった本曲を披露した。
その数日後にシンクレアは釈放され、その後、美術館に勤務した。
1972年には、ラリーの模様を収録したドキュメンタリー映画"Ten for Two: The John Sinclair Freedom Rally"が公開された。

### 出演者
- ジョン・レノン
- オノ・ヨーコ
- David Peel
- Phil Ochs
- The Up
- Commander Cody and his Lost Planet Airmen
- ボブ・シーガー
- スティーヴィー・ワンダー
- アーチー・シェップ
- Joy of Cooking
- Teegarden & Van Winkle